# Публій Галерій Трахал
Пу́блій Гале́рій Траха́л (лат. Publius Galerius Trachalus; ? — після 79) — політичний діяч Римської імперії, консул 68 року, визначний красномовець свого часу.

## Життєпис
Походив з роду вершників Галеріїв. Син Гая Галерія, префекта Єгипту у 16—31 роках, та Ґельвії. У першу чергу приділяв увагу довершеності свого красномовства. Трахал не втручався у політику, будучи на боці імператорської влади. У 68 році став консулом разом з Тиберієм Катієм Асконієм Сілієм Італіком). Проте з огляду повстання у Германії проти Нерона, каденція Галерія тривала до квітня.
Після цього останній проводив виважену політику щодо наступних імператорів. Водночас повністю підтримав Отона, якому писав промови. Після поразки останнього Вітеллій мав намір стратити Трахала за підтримку Отона, але імператора вмовила його дружина Галерія Фундана надати прощення Публію Галерію.
За часів імператора Веспасіана Галерій продовжив свою кар'єру. З 78 до 79 року як проконсул керував провінцією Африка. Подальша доля невідома.